# 鯉沼廣行
鯉沼 廣行（こいぬま ひろゆき、1943年（昭和18年） - ）は、神奈川県横浜市出身の横笛奏者である。

## 経歴
1967年に国立音楽大学を卒業し、はじめリコーダー奏者として活動していた。後、和楽器の横笛に惹かれるようになり、六代目福原百之助（現:四代目寶山左衛門）に篠笛と能管を師事した。1977年に最初の横笛リサイタルを開いて以来、フィンランド、中華人民共和国、ロシア、アメリカ合衆国、ブルガリア、フランス、イタリア、エストニアといった海外を含め、各地で横笛の演奏活動を行っている。CDも多い。
また、作曲を高田三郎に師事し、横笛のための作品や教則本を出版している。
弟子に金子由美子がいる。

## 作品リスト

### CD
- 鯉沼廣行 横笛の世界（ALM RECORDS、1987年）
- 幻の笛 鯉沼廣行 篠笛小曲集（ALM RECORDS、1991年）

### 著書
- 横笛のひびき（池田出版事務所、1993年）
- やさしく学べる篠笛教本　入門編（全音楽譜出版社、2000年）
- やさしく学べる篠笛教本　中級編（全音楽譜出版社、2001年）
- 篠笛と箏によるやさしいアンサンブル（共著、全音楽譜出版社、2003年）

## 外部サイト
- オフィシャルサイト